# Red Lodge (Montana)
Red Lodge – miasto w Stanach Zjednoczonych, w stanie Montana, siedziba administracyjna hrabstwa Carbon.